# دبيريان (بشاريات الشرقي)
دبيريان (بالفارسية: دبیریان) هي قرية تقع في إيران في قسم بشاریات الشرقي الریفي. يقدر عدد سكانها بـ 178 نسمة .